# Parque Nacional Kejimkujik

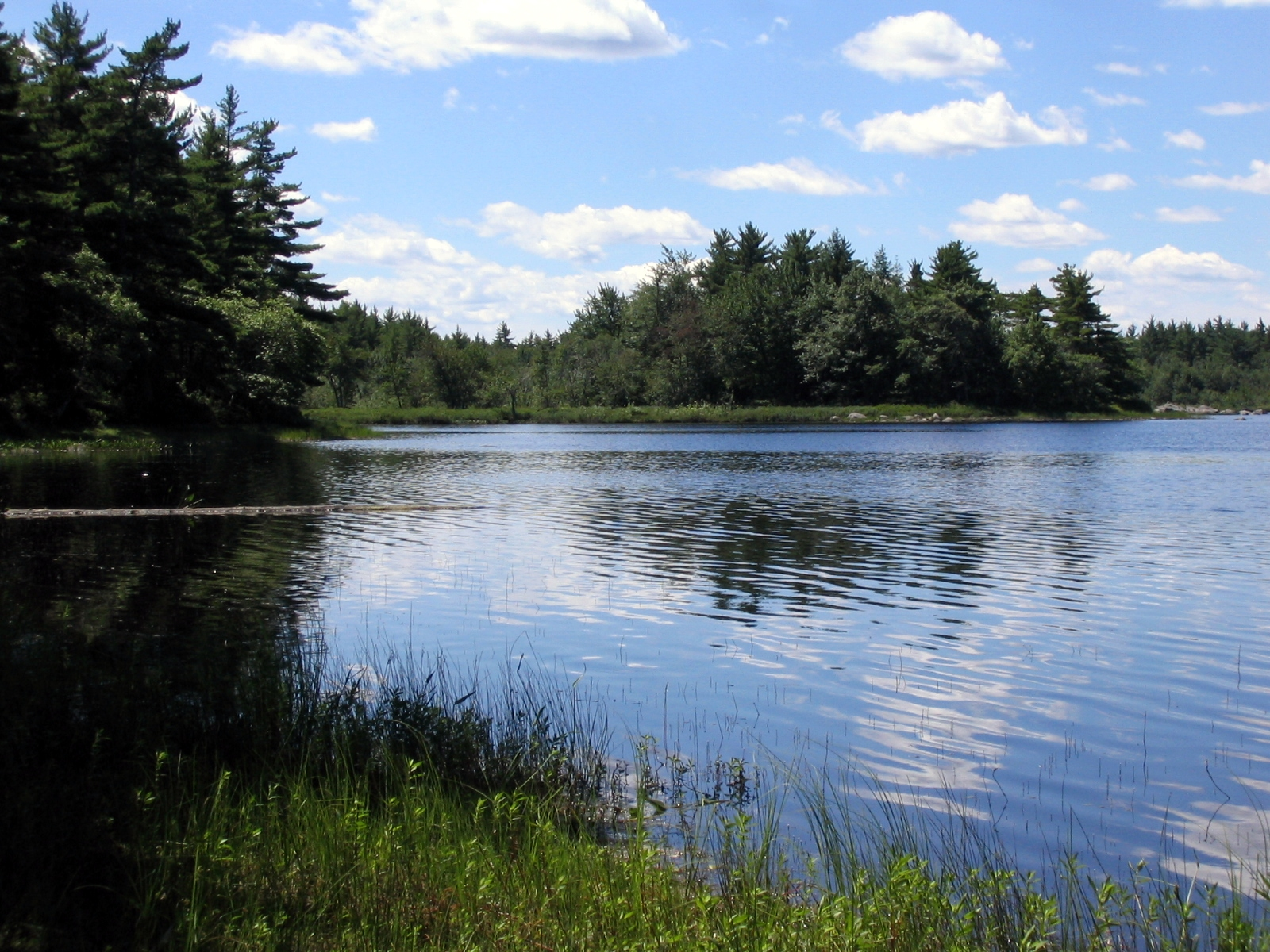
Kejimkujik Lake

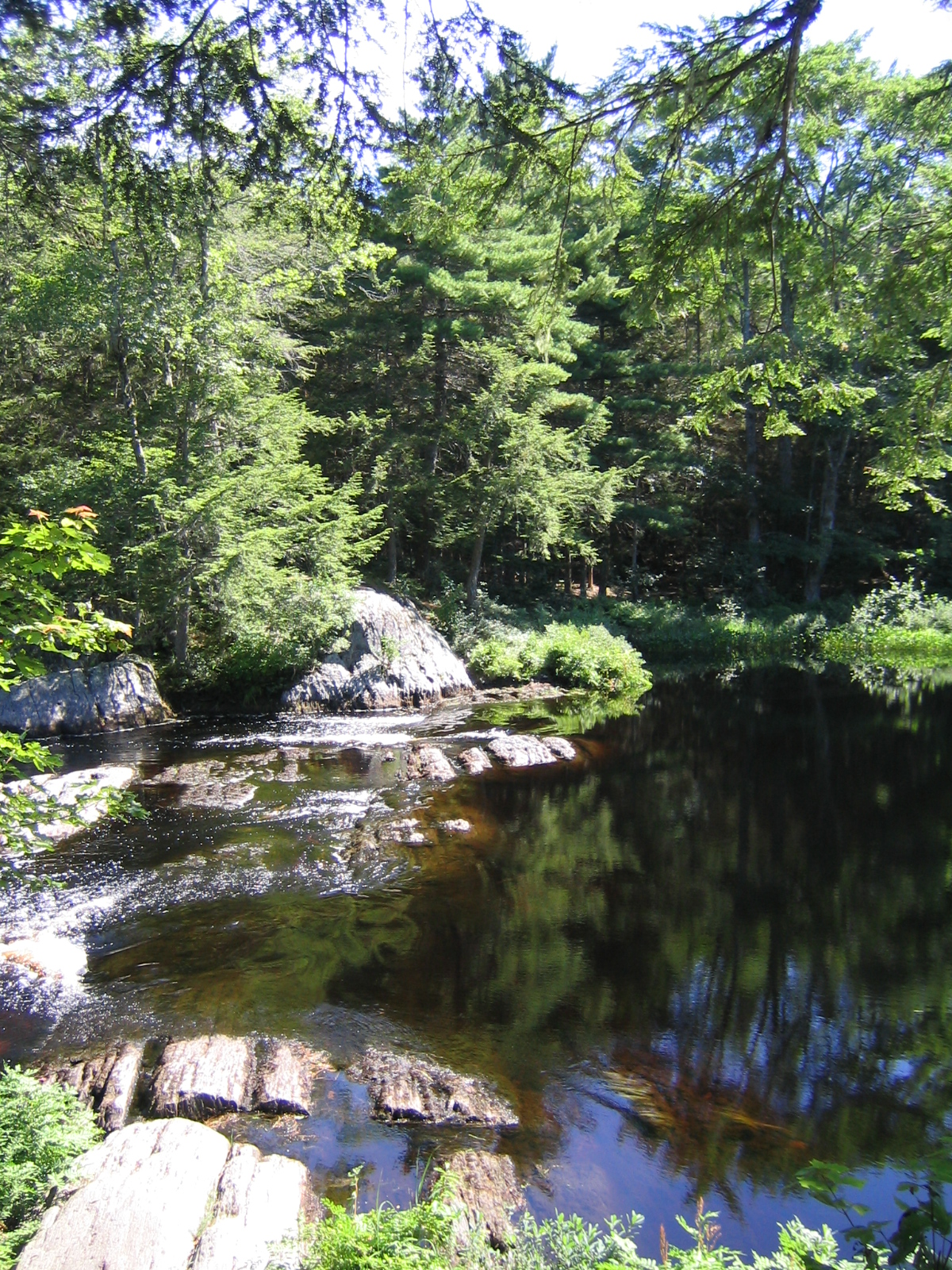
Little River

O Parque Nacional Kejimkujik está localizado na província de Nova Escócia, Canadá e tem uma área total de 381 km².